# الأرز المقلي

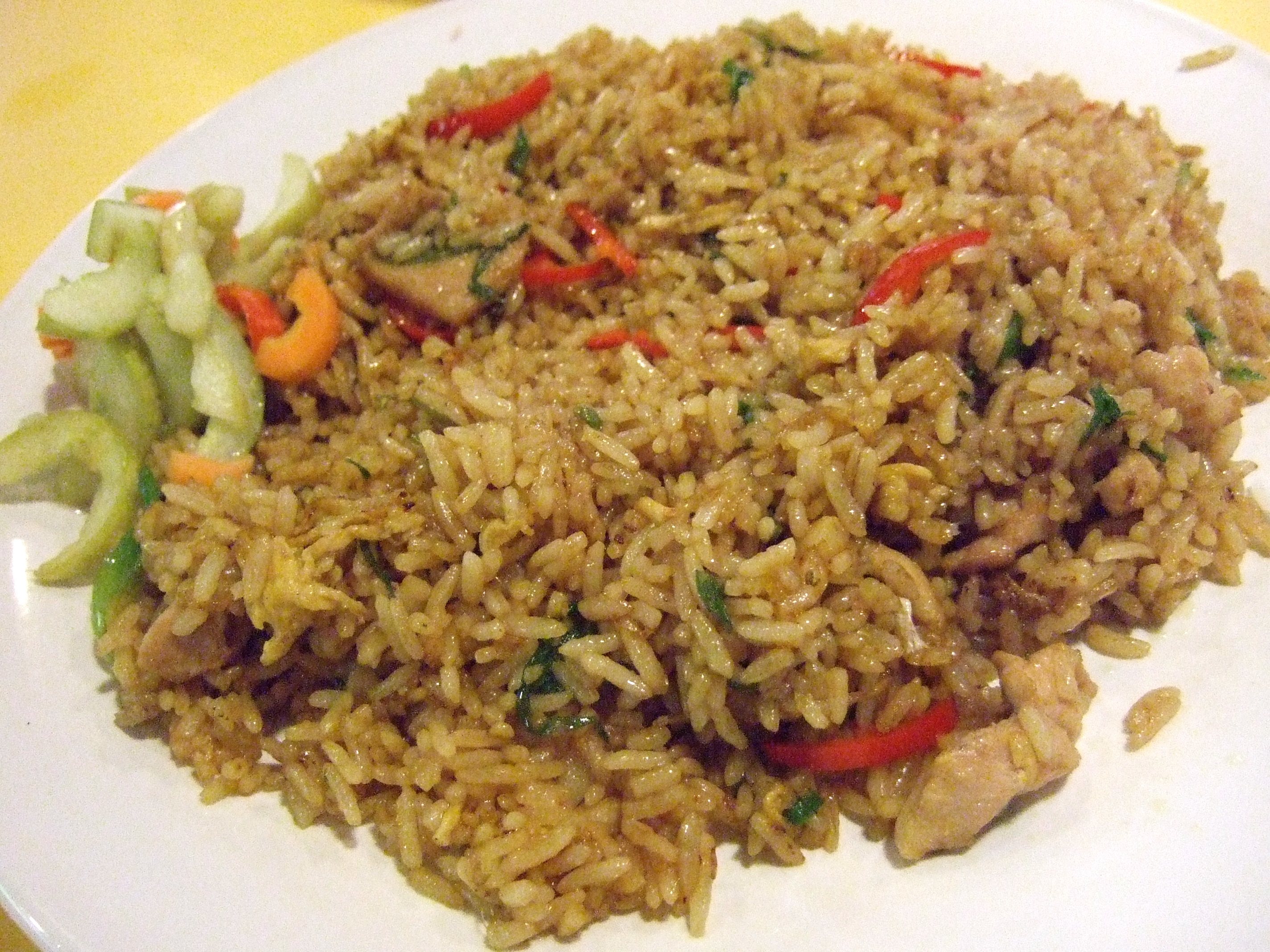

الأرز المقل هو طبق صيني وآسيوي يتكون من الأرز وما يخلطه من المكونات الأخرى، مثل البيض، الخضروات، واللحم
يوجد العديد من أصناف الشعبية من الأرز المقلي هو طبق منتشر في آسيا عموما مع اختلافات في تحضيره، ويشمل أصناف أكثر شهرة مثل يانغتشو و فوجيان(اطباق صينية). وفي معظم المطاعم النباتية أو مسلمة (الحلال) تحضر لأصناف خاصة بهم من الأرز المقلي بما في ذلك البيض المقلي والأرز، و منها الطبق الإندونيسي نازي جورينج (مأكولات).
الأرز المقلي هي العنصر رئيسي مهم في المطبخ الصيني الأمريكي، ولا سيما في شكل بيعها كوجبات سريعة بأمريكا. الشكل الأكثر شيوعا من أمريكا الأرز المقلي يتكون من بعض خليط البيض، و البصل الأخضر ، والخضار، مع اللحم المفروم والذي عادة مع صلصة الصويا.
في المآدبة الصينية
يتم تقديمه بعض الأحيان على أنها الطبق قبل الأخير (قبل الحلوى ). كطبق محلي الصنع